# リチャード・ガルシア
リチャード・ガルシア（Richard Garcia, 1981年9月4日 - ）は、オーストラリア・パース出身の元同国代表の元サッカー選手。現役時代のポジションはFW (WG)。
ガルシアは以前、ウェストハム・ユナイテッドFC、レイトン・オリエントFC、コルチェスター・ユナイテッドFC、ハル・シティAFCでプレーした。また、下部リーグに所属する地元パースのバルカッタSCでプレーした。

## 経歴

### ウェストハム
ガルシアは、パースで生まれると、当初ガルシアの兄を見に来ていたウェストハム・ユナイテッドFCのスカウトに見つけられ、15歳の時にクラブのアカデミーに参加するためオーストラリアからイングランドへ移住した。1998年9月にプロ契約を結んだ。1998-99シーズンに、FAユースカップとプレミアユースリーグの2冠をジョー・コールやマイケル・キャリックらと共に達成。ユースカップでは、決勝を含め全ラウンドでゴール（合計8ゴール）をした。2000年8月に、同じロンドンをホームとするレイトン・オリエントFCへレンタル移籍し、そこでリーグとカップ戦合わして21試合4ゴールを記録した。2000年11月にレンタルから戻るも膝の靭帯を負傷してしまい、そのままシーズンを終えた。2001年9月にリーグカップのアウェーレディングFC戦でファーストチームデビューを果たしたが、レギュラー確保は出来なかった。2003年にチャンピオンシップへ降格した後は1試合しか出場出来ず、2004年にコルチェスター・ユナイテッドFCへ移籍した。ウェストハムではリーグ戦で合計16試合に出場した。

### コルチェスター
2004年9月に移籍金非公開でコルチェスター・ユナイテッドFCへ加入すると、同月のスウィンドン・タウンFC戦で移籍後デビューをした。このシーズンは30試合6ゴールを記録した。次のシーズンになると、フットボールリーグ1の舞台でチームは2位になり昇格するうえで重要な役割を果たし、FAカップ5回戦ではプレミアリーグ王者のチェルシーFC相手に敗北したものの、ガルシアのクロスからリカルド・カルヴァーリョのオウンゴールを誘い1点を入れた。2006年3月、膝に手術を必要とするほどの怪我を負ったため途中でシーズンアウトした。シーズン終了後にクラブと新たに契約を結んだ。2006-07シーズン開幕戦である2006年8月のバーミンガム・シティFC戦でクラブのシーズン最初のゴールを決めると、最終的に36試合7ゴールを記録し、クラブを昇格プレーオフ決勝まで押し上げた。ガルシアは、コルチェスター・で全シーズン全大会合わせ96試合21ゴールを記録した。

### ハル・シティ
コルチェスター側から新たな契約の申し出があったにもかかわらず、2007年7月2日にボスマン判決に則りフリー移籍でハル・シティAFCと3年契約を結んだ。2007年8月のプリマス・アーガイルFC戦で移籍後リーグ戦デビューをすると、次戦のクルー・アレクサンドラFC戦で初ゴールを決め3-0と勝利した。2008年4月に肩を負傷したにもかかわらず、中心選手として2007-08シーズンにクラブを昇格プレーオフへと押し上げた。このシーズンの注目すべきハイライトは、3月のバーンリーFC戦で35ヤードものシュートで、クラブのゴール・オブ・ザ・イヤーに選ばれた。2008年5月の昇格プレーオフ決勝ブリストル・シティFCに勝利し、ガルシアは久しぶりにプレミアリーグの舞台へと戻ることになった。2008年8月16日の開幕戦フラムFC戦でベストポジションの右WGでスタメン出場した。次戦のイーウッド・パークでのブラックバーン・ローヴァーズFC戦では、ジェイソン・ロバーツに決められ一旦はリードされるも、2分後に同点ゴールを決め1-1で引き分けた。
2009年7月31日に膝の靭帯を断裂し、最低3ヶ月離脱することになった。2010年11月12日、2-0と勝利したディープデイルでのプレストン・ノースエンドFC戦で、プレミア復帰2シーズン目のゴールを決めた。
1年間の延長オファーがあったものの、2011年5月13日に全治9ヶ月もの十字靭帯を負傷したため撤回された。2011年12月10日のコヴェントリー・シティFC戦で、怪我から復帰し1-0で勝利した。

### メルボルン.H
2012年8月23日にAリーグのメルボルン・ハートFCと1年契約を結んだ。

### シドニー
2013年8月16日、シドニーFCに移籍した。

### ミネソタ・ユナイテッド
2014年5月3日、ミネソタ・ユナイテッドFCに移籍した。

### パース・グローリー
2014年7月8日、パース・グローリーFCに移籍した。2017年5月14日、パース・グローリーを退団し、現役引退を表明した。

### 代表

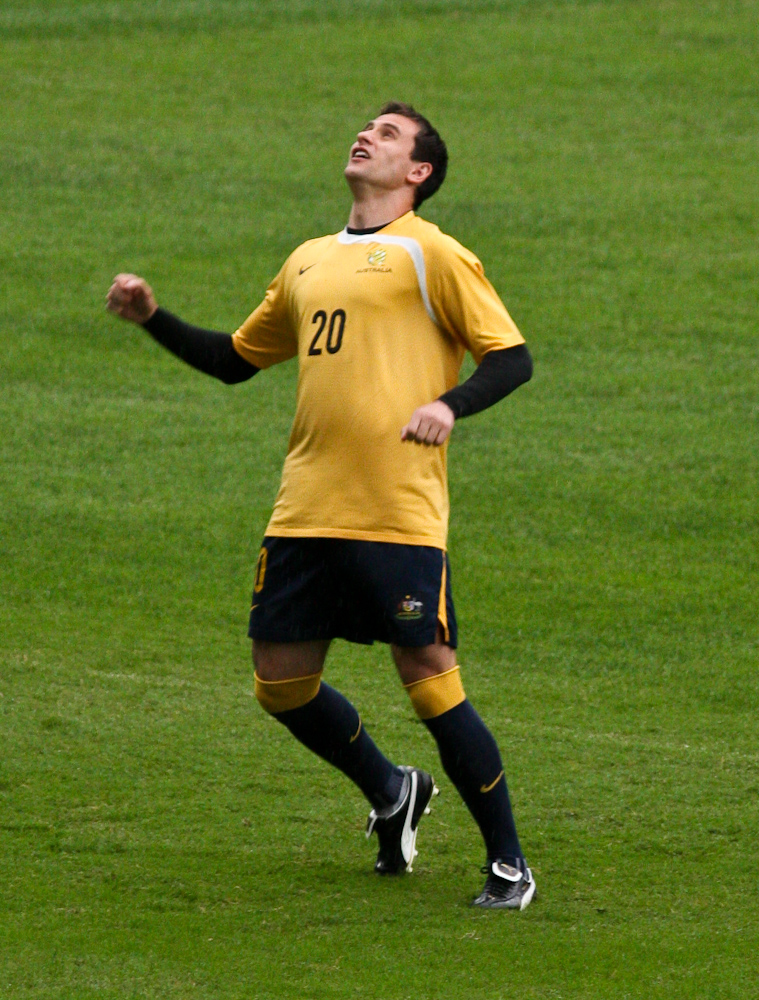
代表でウォーミングアップするガルシア

2008年4月に、オーストラリアのサン・ヘラルド紙のインタビューでアテネオリンピックの代表候補だったが、大会前に怪我で出場出来ず、それ以降オーストラリア代表で招集されず、再びサッカールーズ（オーストラリア代表の愛称）でプレーしたいことを語った。また、インタビュアーのマシュー・ホール記者は右MFにマーク・ブレッシアーノとミル・ステリョフスキーがいるとはいえ、厳しいリーグでレギュラーを務めてきたガルシアをピム・ファーベーク代表監督はチェックすべきと指摘した。2008年8月19日、ロンドンにあるロフタス・ロードでの2-2と引き分けた南アフリカ代表との親善試合で、後半から出場しA代表デビューをした。2-1で勝利したオランダ代表との親善試合で再び途中から出場し、2キャップ目を記録した。2010 FIFAワールドカップメンバーに選ばれ、2010年6月13日、ハル・シティAFC史上初のFIFAワールドカップでプレーする選手となった。AFCアジアカップ2011のメンバーにも選出されたが、膝の負傷で出場を断念した。2012年12月7日の東アジアカップ2013予選のグアム代表戦で代表初得点を挙げた。

## プライベート
両親がスペイン語を話すため、ガルシア本人もスペイン語を流暢に話すことが出来、レアル・マドリードのファンである。イングランド代表のマイケル・キャリックとはウェストハム・ユナイテッドFCのユース時代から2004年に2人が移籍する（キャリックはトッテナム・ホットスパーFCへ）まで共にプレーした友人で、お互いの結婚式に招待するほど仲が良い。また、兄のマイケル・ガルシアもサッカー選手だった。

## 所属クラブ
- ウェストハム・ユナイテッドFC 1999-2004

→ レイトン・オリエントFC 2000 (loan)
- コルチェスター・ユナイテッドFC 2004-2007
- ハル・シティAFC 2007-2012
- メルボルン・ハートFC 2012-2013
- シドニーFC 2013-2014
- ミネソタ・ユナイテッドFC 2014
- パース・グローリーFC 2014-2017

## 代表歴

### 出場大会
- オーストラリア代表
  - 2010 FIFAワールドカップ

### 試合数
- 国際Aマッチ 17試合 2得点（2008年-2012年）[18]

| オーストラリア代表 | 国際Aマッチ | 国際Aマッチ |
| 年                 | 出場        | 得点        |
| ------------------ | ----------- | ----------- |
| 2008               | 2           | 0           |
| 2009               | 3           | 0           |
| 2010               | 8           | 0           |
| 2011               | 0           | 0           |
| 2012               | 4           | 2           |
| 通算               | 17          | 2           |